# Alkimos (Vater des Mentor)
Alkimos (altgriechisch Ἄλκιμος Álkimos) ist eine Person der griechischen Mythologie.
Er erscheint in Homers Odyssee als Vater des Mentor, der in Ithaka als Hausverwalter Telemachos, dem Sohn des Odysseus, zur Seite steht.